# Philip Hannan
Philip Hannan (20. maj 1913 – 29. september 2011) var tidligere ærkebiskop af ærkebispedømmet New Orleans.